# Brazylia na Letnich Igrzyskach Olimpijskich 1984
Brazylię na Letnich Igrzyskach Olimpijskich 1984 reprezentowało 146 zawodników, 125 mężczyzn i 21 kobiet.

## Zdobyte medale
| Medal  | Zawodnik | Dyscyplina    | Konkurencja           |
| ------ | --- | ------------- | --------------------- |
| Złoto  | Joaquim Cruz | Lekkoatletyka | 800 m                 |
| Srebro | Pinga Davi Mílton Cruz Kita Tonho Silvinho Gilmar Popoca Ronaldo Mauro Galvão Luis Carlos Winck Ademir André Luiz Paulo Santos Dunga Chicão Gilmar Luís Henrique | Piłka nożna   | turniej mężczyzn      |
| Srebro | Bernardinho Xandó Badalhoca Rui Montanaro Renan William Amauri Marcus Vinícius Domingos Maracanã Bernard Fernandão                                               | Siatkówka     | turniej mężczyzn      |
| Srebro | Douglas Vieira | Judo          | Waga półciężka        |
| Srebro | Daniel Adler Ronaldo Senfft Torben Grael | Żeglarstwo    | Klasa Soilng          |
| Srebro | Ricardo Prado | Pływanie      | 400 m stylem zmiennym |
| Brąz   | Luis Onmura | Judo          | Waga lekka            |
| Brąz   | Walter Carmona | Judo          | Waga średnia          |